# Фуэнтес Мор, Альберто
Альберто Фуэнтес Мор (исп. Alberto Fuentes Mohr; 22 ноября 1927, Кесальтенанго, Гватемала — 25 января 1979, Гватемала, Гватемала) — гватемальский политический государственный деятель социал-демократического толка, министр иностранных дел Гватемалы (1969—1970).

## Биография
Родился в семье наследницы кофейных плантаторов Марии Луисы Мор и доктора Альберто Фуэнтеса Кастильо, мэра Кесальтенанго от Партии революционного действия. Некоторое время учился во Франции и Марокко, окончил Национальный институт Варонес (Instituto Nacional de Varones del Occidente, INVO), Университет Макгилла в Канаде и Лондонскую школу экономики. По возвращении в Гватемалу начинал работать в Банке Гватемалы. 
Работал на Совет по опеке ООН и возглавлял мексиканское отделение Экономической комиссии ООН по странам Латинской Америки и Карибского бассейна. В 1957 г. был возведен в командоры ордена Кетцаля за вклад в содействию развитие экономической интеграции Латинской Америки и создание общего рынка стран Центральной Америки. В 1962 году был выдвинут в члены исполнительного комитета Латиноамериканского института экономического и социального планирования.
- 1966—1969 гг. — министр финансов Гватемалы (Ministro de Hacienda y Crédito Público) в правительстве президента Хулио Сесар Мендес Монтенегро. На этом посту провел неоднозначную бюджетную реформу, которая привела к его переводу из министерства,
- 1969—1970 гг. — министр иностранных дел Гватемалы. В конце февраля 1970 г. был похищен партизанской группировкой Повстанческие вооружённые силы (FAR), был освобожден только после того, как новое правительство выпустило из тюрьмы одного из лидеров повстанцев Висенте Хирона Калвильо.

В ноябре 1970 г. политик был арестован по приказу военной администрации полковника Карлоса Мануэля Fрана Осорио и был вынужден покинуть страну. С 1970 по 1974 гг. читал лекции в качестве профессора экономики в Центральноамериканском Университете Коста-Рики.
В 1974 г. политик вернулся в Гватемалу и выдвигался на президентских выборах в качестве кандидата на пост вице-президента от Национального оппозиционного фронта (со своим тогдашним напарником Хосе Эфраином Риосом Монттом они затем станут непримиримыми политическими противниками). После избрания депутатом конгресса Фуэнтес Мор начинает подготовку по созданию Социал-демократической партии (СДП).
Был убит в своей машине 25 января 1979 г. в период политических репрессий правого военного режима генерала Ромео Лукаса (наряду с ещё одним ведущим оппозиционным политиком страны, бывшим мэром Гватемалы Мануэлем Коломом Аргетой).
В марте 2009 г. правительство Гватемалы в связи с 30-й годовщиной со дня его убийства наградило политика посмертно Большим крестом ордена Кетцаля. Его старший сын, Хуан Альберто Фуэнтес Найт, был министром финансов в правительстве Альваро Колона Кабальероса.

## Избранные труды
- «Похищение и лишение свободы: две стороны насилия в Гватемале». Сан-Хосе (Коста-Рика): редакция Universitaria Centroamericana. 1971.
- «Налоги на финансовых посредников и их операции». Сан-Хосе, Коста-Рика. 1973.
- «Создание общего рынка: исторические заметки об опыте Центральной Америке». Буэнос-Айрес: Институт интеграции Латинской Америки, ИБР. 1973.